# Melvin y Howard
Melvin y Howard es una película de 1980 dirigida por Jonathan Demme y escrita por Bo Goldman. La trama nos narra la vida de un propietario de una gasolinera de Utah, Melvin Dummar que recoge a un anciano que dice llamarse Howard Hughes.

## Reparto
- Paul Le Mat ... Melvin Dummar
- Mary Steenburgen ... Lynda West Dummar, primera esposa de Melvin
- Pamela Reed ... Bonnie Bonneau Dummar, segunda esposa de Melvin
- Michael J. Pollard ... Little Red
- Jack Kehoe ... Jim Delgado
- Rick Lenz ... Abogado
- Dabney Coleman ... Juez Keith Hayes
- Charles Napier ... Ventura
- Jason Robards ... Howard Hughes

## Premios

### Premios Óscar
| Año  | Categoría               | Película         | Resultado |
| ---- | ----------------------- | ---------------- | --------- |
| 1980 | Mejor Actor de Reparto  | Jason Robards    | Candidato |
| 1980 | Mejor Actriz de Reparto | Mary Steenburgen | Ganadora  |
| 1980 | Mejor Guion Original    | Bo Goldman       | Ganador   |

- Datos: Q1419410